# Lenzhaus
Il Lenzhaus è un edificio direzionale di Berlino, posto nel quartiere del Tiergarten, sulla Kurfürstenstraße all’angolo con la Burggrafenstraße.
Importante esempio di architettura espressionista degli anni della Repubblica di Weimar, è posto sotto tutela monumentale (Denkmalschutz).

## Storia
L’edificio fu costruito dal 1928 al 1929 su progetto di Heinrich Straumer. Danneggiato durante la seconda guerra mondiale, venne successivamente ripristinato.

## Caratteristiche
Posto all’angolo fra due strade nell’area del cosiddetto «Nuovo Ovest» berlinese, l’edificio conta sette piani oltre al terreno ed ha struttura portante in acciaio, cosa che consente la massima flessibilità nell’uso degli spazi interni.
Le facciate sono quasi interamente vetrate; le finestre sono separate da sottili fasce sporgenti, rivestite in calcare conchilifero. Le finestre dei tre piani superiori hanno larghezza dimezzata, accentuando il verticalismo della costruzione analogamente a molti grattacieli americani dell’epoca.
L’angolo fra le due strade è accentuato da una statua di grandi dimensioni.